# 70782 Vinceelliott
70782 Vinceelliott este un asteroid din centura principală de asteroizi.

## Descriere
70782 Vinceelliott este un asteroid din centura principală de asteroizi. A fost descoperit pe 1 noiembrie 1999 în cadrul proiectului CSS. Asteroidul prezintă o orbită caracterizată de o semiaxă mare de 2,60 ua, o excentricitate de 0,13 și o înclinație de 2,9° în raport cu ecliptica.